# Турб'єрн Фелльдін
Нільс Улоф Турб'єрн Фелльдін (швед. Nils Olof Thorbjörn Fälldin; (24 квітня 1926, Хьогшьо, Онгерманланд — 23 липня 2016, там само) — шведський політик. Був прем'єр-міністром у трьох урядах у період з 1976 р. до 1982 р. Крім того, з 1971 р. до 1985 р. очолював Партію Центру. У 1976 р. обіймав посаду прем'єр-міністра. Він став першим за сорок років не-соціал-демократом на цій посаді.

## Біографія
Народився у родині фермера Онгерманланду.
- У 1956 р. він і його дружина придбали невелику ферму. Однак, сільськогосподарська влади не схвалили покупку через те, що ферма була дуже маленькою і запущеною, і відмовили його сім'ї в звичайних фермерських субсидіях. Це глибоко обурило Фелльдіна, і він взявся за боротьбу. Ця боротьба привела його в шведську аграрну партію швед. Bondeförbundet, яка в 1958 році була перетворена в Партію Центру. Фелльдін зберігав свою ферму протягом всієї своєї політичної кар'єри і, пішовши у відставку він повернувся туди ж.
- У 1958 р. обраний до Риксдагу від Партії Центру.
- У 1969 р. став віце-лідером партії, а
- в 1971 р. очолив її, змінивши на цій посаді Гуннара Хедлунда.
- У 1973 р. Фелльдін вніс пропозицію про злиття з ліберальною Народною партією, але не зміг набрати достатню кількість голосів членів партії.
- У 1976 р. вибори стали сенсацією, адже соціал-демократи вперше за 40 років втратили більшість у парламенті. Не-соціалістичні партії (Партія Центру, Народна партія і партія помірних) сформували коаліційний уряд. Так як Партія Центру виявилася найбільшою, Фелльдін був обраний прем'єр-міністром. Два роки опісля коаліція розпалася через розбіжності у питанні атомної енергетики (Партія Центру виступила з рішучим засудженням цього), що призвело до відставки Фелльдіна і формуванню лібералами нового уряду.
- У 1979 р. після виборів Фелльдін знову став прем'єр-міністром і знов сформував коаліційний уряд із центристів, лібералів і помірних. Цей кабінет також проіснував близько двох років, перш ніж помірні покинули коаліцію через розбіжності з приводу податкової політики. Фелльдін очолював уряд до виборів 1982 року, коли соціал-демократи повернули собі більшість у парламенті.
- У 1985 р. після поразки на виборах Фелльдін залишив політику і повернувся жити на власну ферму.

За 27 років політичної кар'єри Фелльдін заслужив повагу і визнання у всіх політичних таборах Швеції своєю прямолінійністю, скромністю та готовністю вислухати всі думки. На посту глави уряду йому доводилося вирішувати непрості завдання — змушувати працювати разом три дуже різні партії і витримувати боротьбу з парламентом, в якому розлючені поразкою соціал-демократи все ще займали помітні позиції.
Фелльдін відмовився підпорядкувати своє життя вимогам безпеки. Всі роки на посаді прем'єра він жив у невеликій квартирі в центрі м. Стокгольма, а його родина — на фермі на півночі Швеції. Він сам готував собі зранку сніданок, виносив сміття і йшов пішки до себе в офіс, розташований в 15 хвилинах від будинку. По дорозі його супроводжувала поліцейська машина без розпізнавальних знаків — єдина поступка вимогам безпеки, на яку він погодився.

## Нагороди
- Командор із зіркою ордену Заслуг ( Норвегія)